# Sproitz

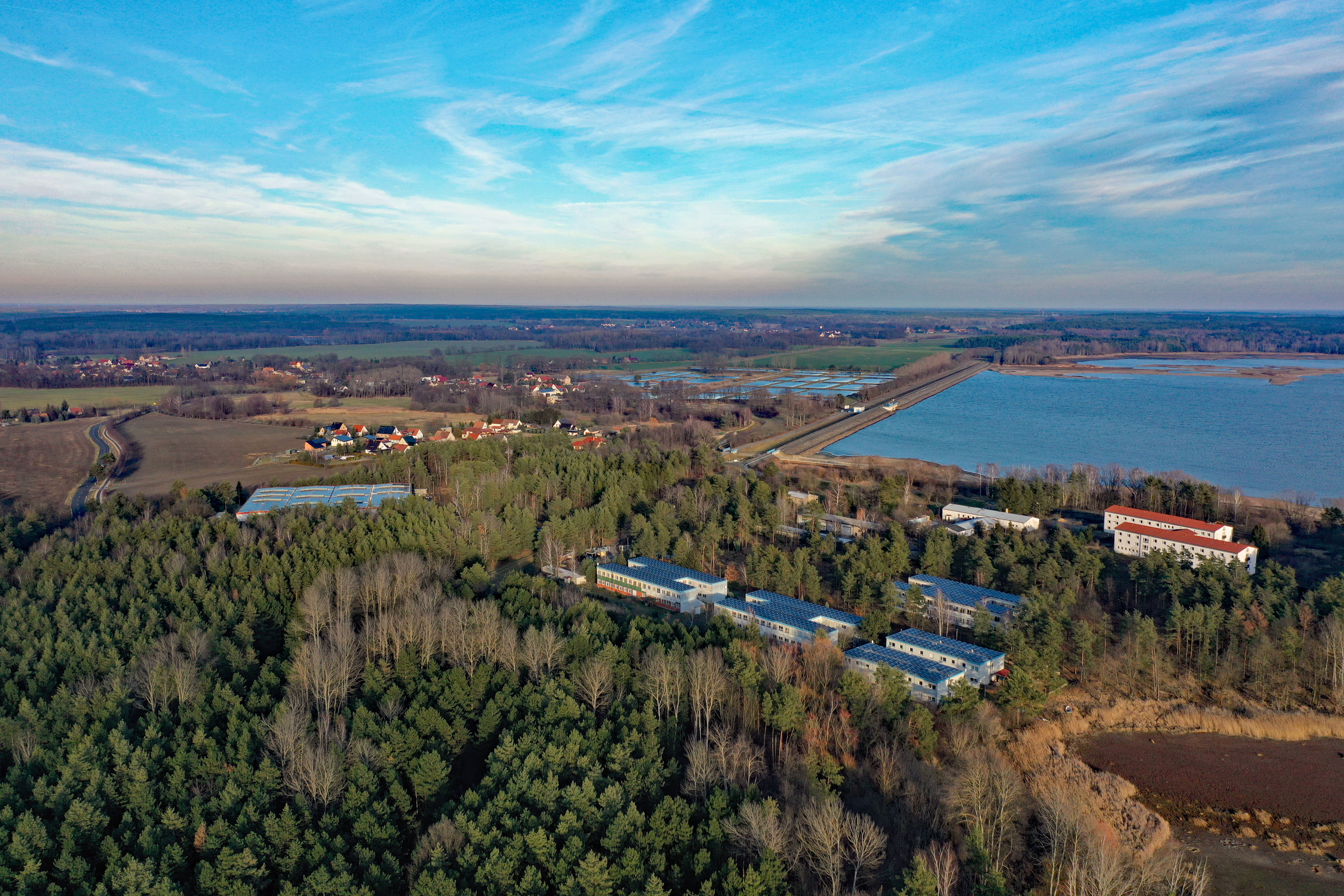
Luftbild 2020

Sproitz (obersorbisch Sprjojcy) ist ein Ortsteil der Gemeinde Quitzdorf am See im sächsischen Landkreis Görlitz.

## Geographie

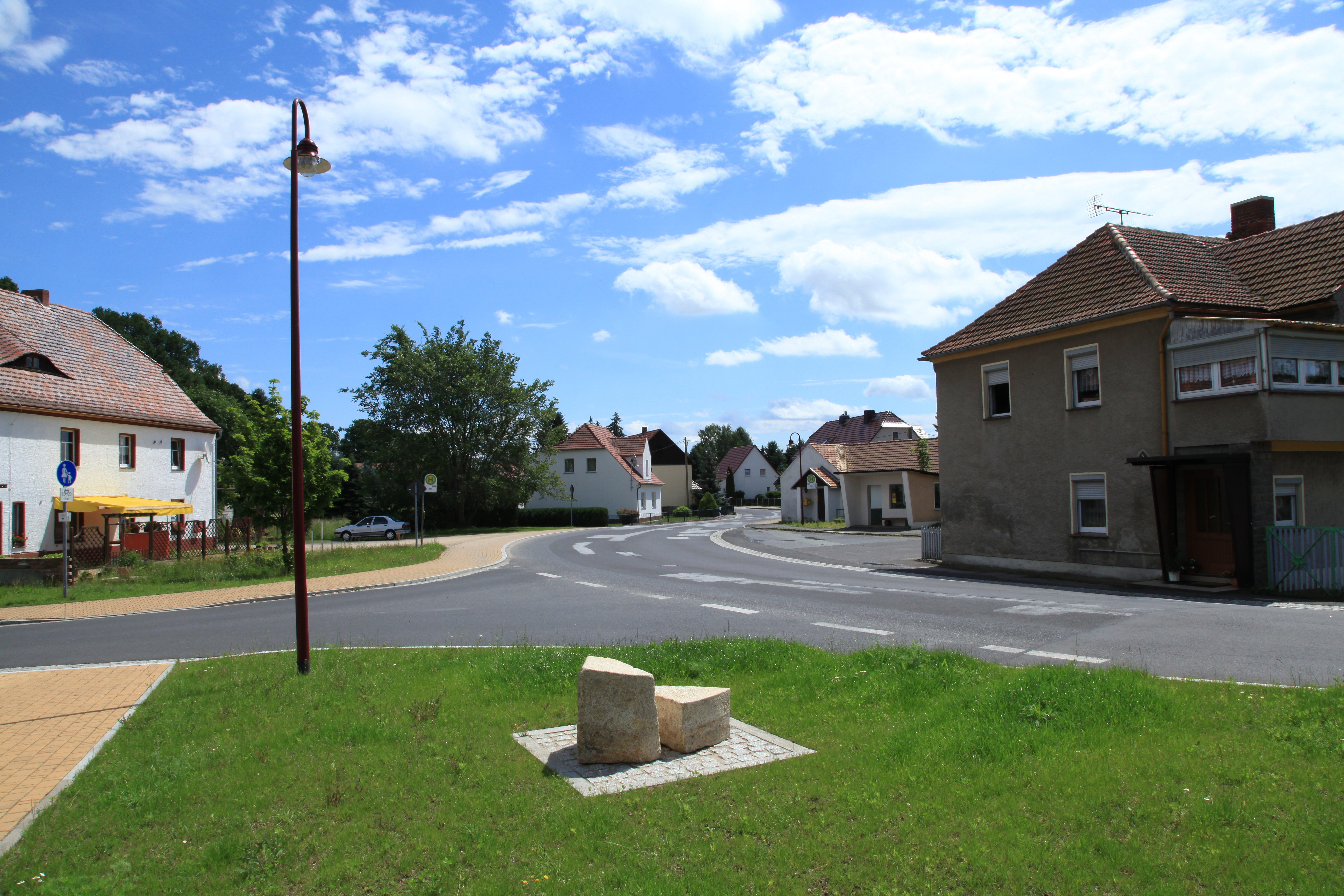
Ecke Jäcklein-Rohrbach-Straße/Seer Straße in Sproitz

Das erweiterte Straßendorf liegt nördlich des Stausees Quitzdorf am Schwarzen Schöps, etwa sieben Kilometer westlich der ehemaligen Kreisstadt Niesky. Nordwestlich des Ortes liegt das bis fast nach Groß Särchen reichende Biosphärenreservat Oberlausitzer Heide- und Teichlandschaft.
Umgebende Ortschaften sind Petershain im Norden, das Kirchdorf See im Nordosten und die Stadt Niesky im Osten, Jänkendorf südöstlich und Diehsa südlich am anderen Ufer des Stausees, Kollm und Steinölsa im Südwesten sowie Horscha im Nordwesten.

## Geschichte

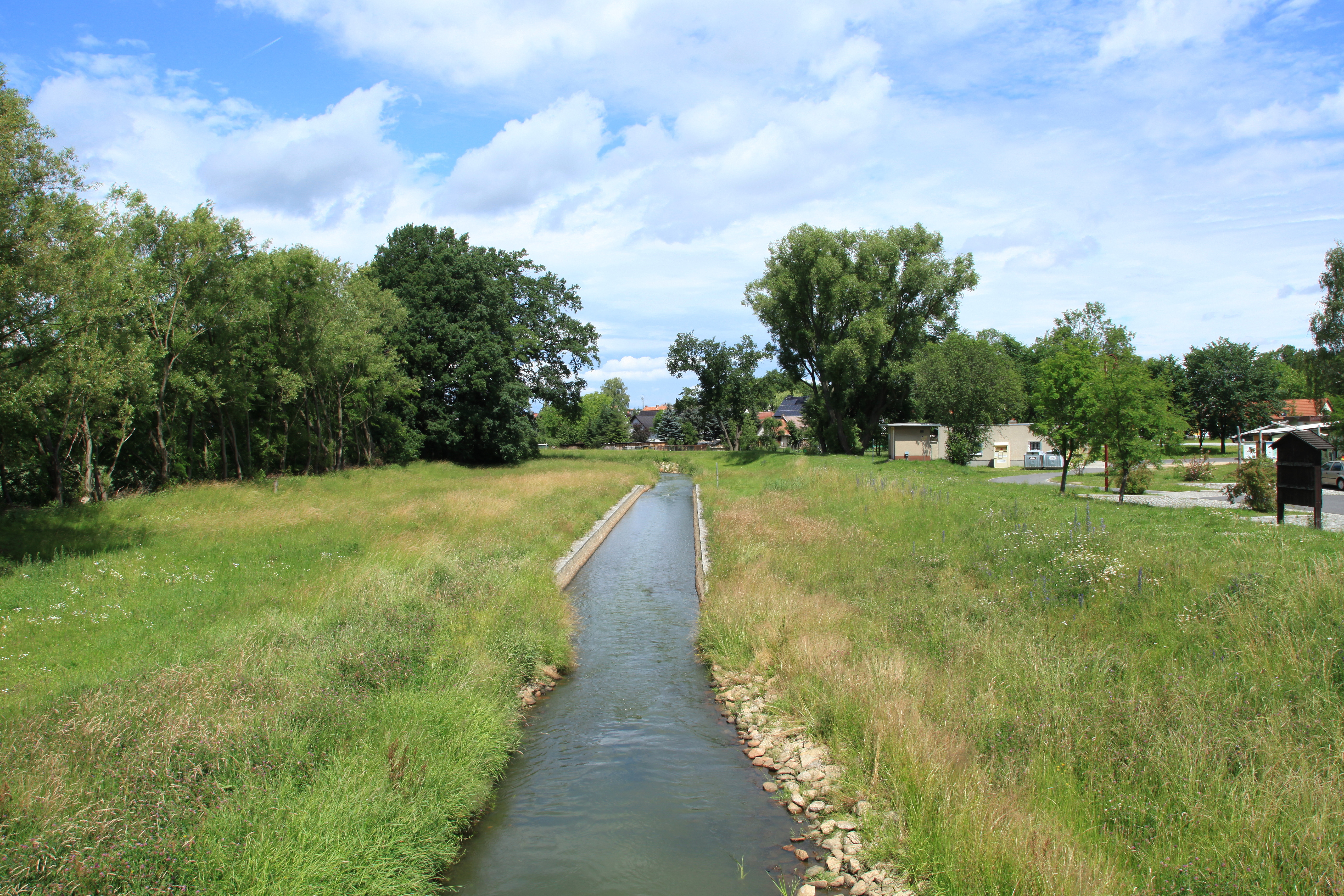
Schwarzer Schöps in Sproitz

Urgeschichtliche Siedlungsspuren spiegeln sich in archäologischen Funden aus der Mittel- und Jungsteinzeit sowie der frühen Eisenzeit wider.
Urkundlich erstmals erwähnt wird Sprewicz 1399 in einer Görlitzer Ratsrechnung, als Görlitzer Reiter und Schützen Beistand gegen Raubritter leisteten.
An der Straße nach Petershain befindet sich ein Stein, der im Pestjahr 1632 als „Pestaltar“ für Predigten außerhalb der Kirchengebäude diente. Durch den Prager Frieden von 1635 erhielt das Kurfürstentum Sachsen noch während des Dreißigjährigen Krieges (1618–1648) die Lehnshoheit über die gesamte Lausitz.
Das Sproitzer Rittergut befand sich bis 1646 im Besitz der Familie von Belwitz, danach kam es zu häufigeren Besitzwechseln. Wenig später wurde 1668 erstmals eine Wassermühle urkundlich erwähnt.
Nach 180-jähriger Zugehörigkeit zu Sachsen lag Sproitz 1815 in dem Teil der Oberlausitz, den das Königreich Sachsen infolge des Wiener Kongresses an das Königreich Preußen abtreten musste. Im Folgejahr wurde die Gemeinde dem neuen Landkreis Rothenburg (Ob. Laus.) eingegliedert. Knapp 40 Jahre später erhielt das zum Kirchspiel See gehörige Dorf im Jahr 1854 eine eigene Schule. Seit 1884 wurde um Sproitz Gestein, Ton und Sand abgebaut. Aus den Sproitzer Basaltsteinbrüchen kam das Rohmaterial zur Produktion von Pflastersteinen und Schotter. Nach einem Erdrutsch, der Fördereinrichtungen und Arbeiter begrub, musste 1939 der Abbau in einem Steinbruch zwischen Sproitz und See eingestellt werden.
Der Flusslauf des Schwarzen Schöps wurde 1930 begradigt und auch ein Deich wurde gebaut. Dadurch sollten Schäden durch Hochwasser und Überschwemmungen verhindert werden.
Im Mai 1945 brannten das Herrenhaus und Wirtschaftsgebäude des Gutshofes nieder. In zwei Massengräbern wurden über 220 gefallene deutsche Soldaten beerdigt. Durch die Verwaltungsreform von 1952 wurde die Gemeinde dem Kreis Niesky zugeordnet.
Die Getreidemühle wurde 1965 von Wasserkraft auf elektrischen Betrieb umgestellt. 1973 wurde Steinölsa nach Sproitz eingemeindet. Die örtliche Schule wurde 1980 geschlossen. In ihrem Gebäude befand sich bis 1990 eine Touristenstation. Am 1. März 1994 schlossen sich die Gemeinden Kollm und Sproitz zur Gemeinde Quitzdorf am See zusammen.

### Bevölkerungsentwicklung
| Jahr                          | Einwohner |
| ----------------------------- | --------- |
| 1825                          | 257       |
| 1863                          | 331       |
| 1871                          | 384       |
| 1885                          | 362       |
| 1905                          | 467       |
| 1925                          | 478       |
| 1939                          | 483       |
| 1946                          | 441       |
| 1950                          | 519       |
| 1964                          | 542       |
| 1971                          | 543       |
| 1988                          | 721       |
| 1990                          | 742       |
| 1994                          | 689       |
| 1999                          | 464       |
| 2002                          | 435       |
| 2014                          | 406       |
| kursiv: Sproitz mit Steinölsa |           |

Bei der Landesexamination 1777 wurden für Sproitz 9 besessene Mann, 5 Gärtner und 13 Häusler gemeldet.
Zwischen 1825 und 1939 verdoppelte sich die Einwohnerzahl nahezu von 257 auf 483. Ein Jahr nach dem Ende des Zweiten Weltkrieges war ein Rückgang zu verzeichnen, jedoch wuchs die Bevölkerung bis 1971 wieder. Durch die Eingemeindung Steinölsas 1973 hatte die Gemeinde einen Bevölkerungszuwachs zu verzeichnen, jedoch sank die Zahl in den frühen Nachwendejahren. Um die Jahrtausendwende war die Einwohnerzahl wieder auf den Stand gesunken, den sie etwa 100 Jahre zuvor hatte.
Noch im 19. Jahrhundert lag Sproitz im Randbereich des sorbischen Siedlungsgebiets. 1863 waren 21 Einwohner Sorben (6 % der Ortsbevölkerung), um 1880 ermittelte der sorbische Wissenschaftler Arnošt Muka 30 Sorben (7 %).

### Ortsname
Der Ortsname leitet sich vom Schwarzen Schöps ab, der ähnlich wie sein größter Nebenfluss, der Weißen Schöps, im Mittelalter und der frühen Neuzeit auch als Spree bezeichnet wurde. Damit teilt sich Sproitz eine namensgeschichtliche Entwicklung mit Spree am Weißen Schöps, Sprey an der Mündung des Schwarzen Schöps sowie Spreewitz an der Mündung der Kleinen Spree.
Urkundlich überlieferte Formen sind Sprewicz (1399), Spreewecz (1408), Sprehicz (1446), Spreicz (1449), Sprawitz (1533), Sproytz (1658), Sprowitz (1659) und Sproitz (1791).
Schriftlich belegte Formen des sorbischen Ortsnamens sind Sproiza (1800), Sprowisa (1835), Sprojcy (1843), Sproitza (1831) und Sprójcy (1885). Die Form Sprjojcy scheint jüngeren Datums zu sein und ähnelt den sorbischen Namen von Spreewitz (Sprjejcy) sowie Sprey (Sprjowje) und Spree (Sprjewje). Die Verwendung des sorbischen Namens ist heute nicht mehr gebräuchlich.